# Ebebiyín
Ebebiyín è una città della Guinea Equatoriale situata nel nord-est del paese, al confine con il Gabon e con il Camerun.
La posizione geografica consente di essere il punto di collegamento commerciale da Bata, verso Yaoundé ed il centro del Gabon.
La città è anche il capoluogo della Provincia Kié-Ntem e sede della diocesi di Ebebiyín. La cattedrale di San Pietro Clavier è stata costruita in stile neogotico (fondata il 15 ottobre 1982).

## Geografia
Il fiume più grande del distretto di Ebebiyín è il Rio Kié.

## Storia
Nella città è presente una folta comunità camerunese e nel 2012 ci sono stati scontri xenofobi tra la popolazione locale e gli immigrati provenienti dal Camerun che hanno causato sette feriti gravi, in seguito a tali fatti i due Paesi hanno convocato un'unità anticrisi nella città, optando per la chiusura della frontiera tra i due Paesi fino al 27 luglio dello stesso anno.

## Economia
Nella città vi è il grande mercato transfrontaliero di Akombang, uno dei più grandi mercati della nazione e dell'Africa centrale, dove è possibile trovare una vasta gamma di prodotti provenienti da tutta l'Africa, oltre ad essere un punto di incontro interculturale tra popolazioni indigene e trasportatori e commercianti temporanei provenienti da altri paesi vicini.
Inoltre, in città si possono trovare alcuni alberghi, tra i quali si deve evidenziare l'Hotel Mbengono, che è stato il primo della città, e per lungo tempo l'unico, oltre all'Hotel Inmaculada, uno dei più moderni della città.

## Lingua
A causa della forte presenza di discendenti ispanici nella zona, lo spagnolo è la lingua predominante.

## Società

### Evoluzione demografica
Secondo il censimento del 1983, aveva 3.540 abitanti, che nel 2001 erano cresciuti a 19.515, mentre nel 2012 era di 36.515 abitanti.

## Sport
La squadra calcistica principale è l'Akonangui Fútbol Club.
Ebebiyín è stata una delle città ospitanti per la Coppa d'Africa 2015.